# Wachruszew
Wachruszew – osiedle typu miejskiego w Rosji, w obwodzie sachalińskim. W 2010 roku liczyło 2245 mieszkańców.